# Hydropsyche kalliesi
Hydropsyche kalliesi är en nattsländeart som beskrevs av Wolfram Mey 1999. Hydropsyche kalliesi ingår i släktet Hydropsyche och familjen ryssjenattsländor. Inga underarter finns listade i Catalogue of Life.